# Castillo de la Institución Smithsonian
El castillo Smithsonian, también conocido como castillo de la Institución Smithsonian y edificio Institucional Smithsonian, es una edificación situada en el National Mall detrás del museo Nacional de Arte Africano, en Washington D. C., Estados Unidos. Alberga las oficinas administrativas y el centro de información de la Institución Smithsonian.

## Historia
Fue el primer edificio de la Smithsonian, completado en 1855 por el arquitecto James Renwick Jr. Otras obras de este arquitecto son la Catedral de San Patricio de Nueva York y la Galería Renwick, también de la Smithsonian en Washington D. C. A lo largo de los años muchas reconstrucciones se han llevado a cabo. La primera fue consecuencia del fuego que el 24 de enero de 1865 destruyó la planta alta del segmento principal y las torres norte y sur. En 1884, el ala este se protegió contra incendios y se amplió para albergar más oficinas. Con las remodelaciones de 1968 a 1969 se logró recuperar el ambiente victoriano del edificio, que era la original de cuando se construyó.
El edificio fue el hogar del primer secretario de la Institución Joseph Henry y su familia. Durante muchos años albergó todos los aspectos de las operaciones de la Institución, incluyendo una sala de exhibiciones desde 1858 a los años 1960. Cerca de la entrada norte se encuentra la cripta de James Smithson, el benefactor de la Institución, mientras que fuera en el National Mall hay una escultura de Joseph Henry. Esta escultura honra al primer secretario y fue ejecutada por William Wetmore Story.
En 1996, en conmemoración del 150 aniversario de la Institución, se colocó una campana. Aunque Renwock pensó en una campana en sus planos originales, la falta de dinero canceló sus planes. Fue designado como Registro Nacional de Lugares Históricos.